# Borgbeuningen

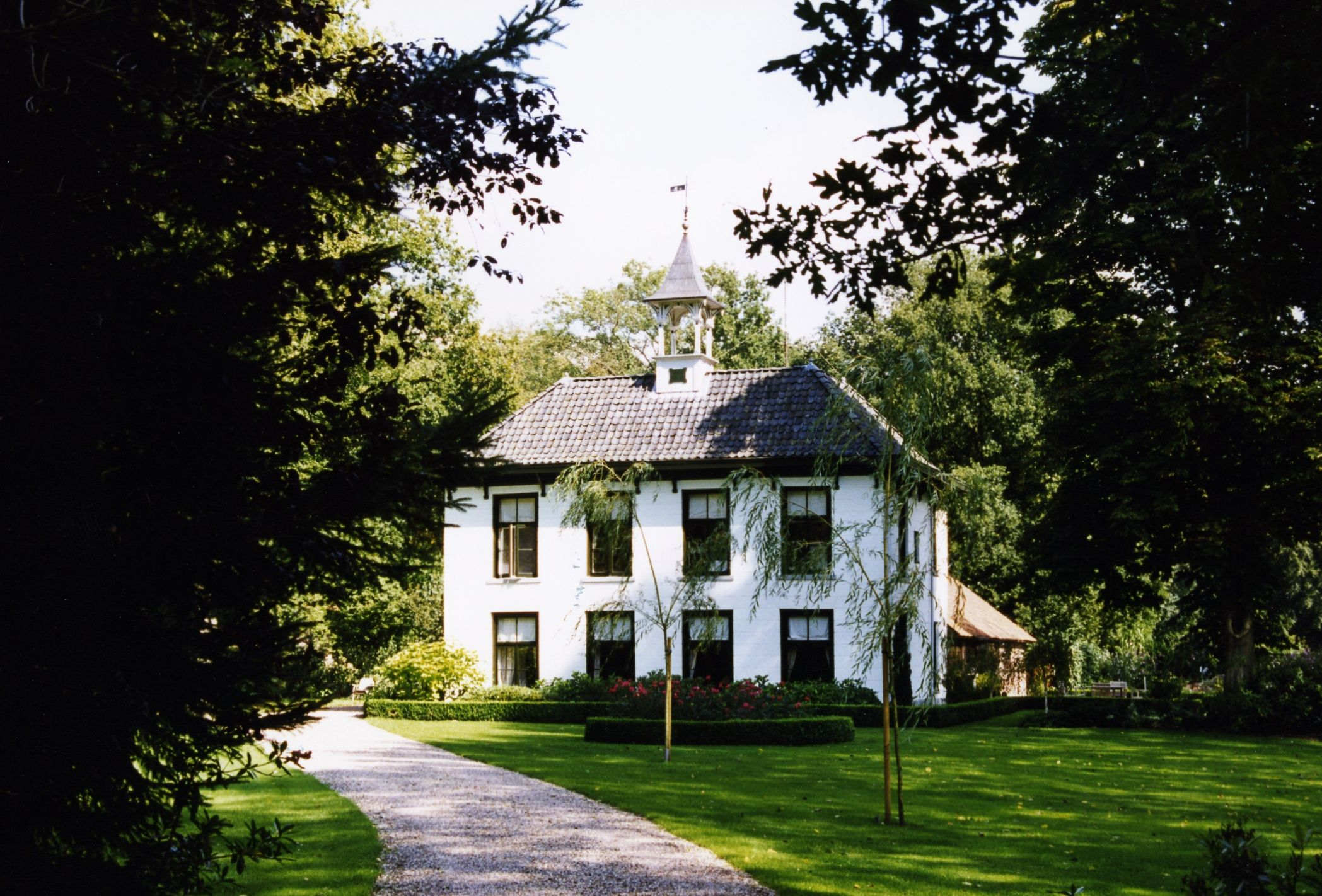
Borgbeuningen, Beuningen, gemeentelijk monument

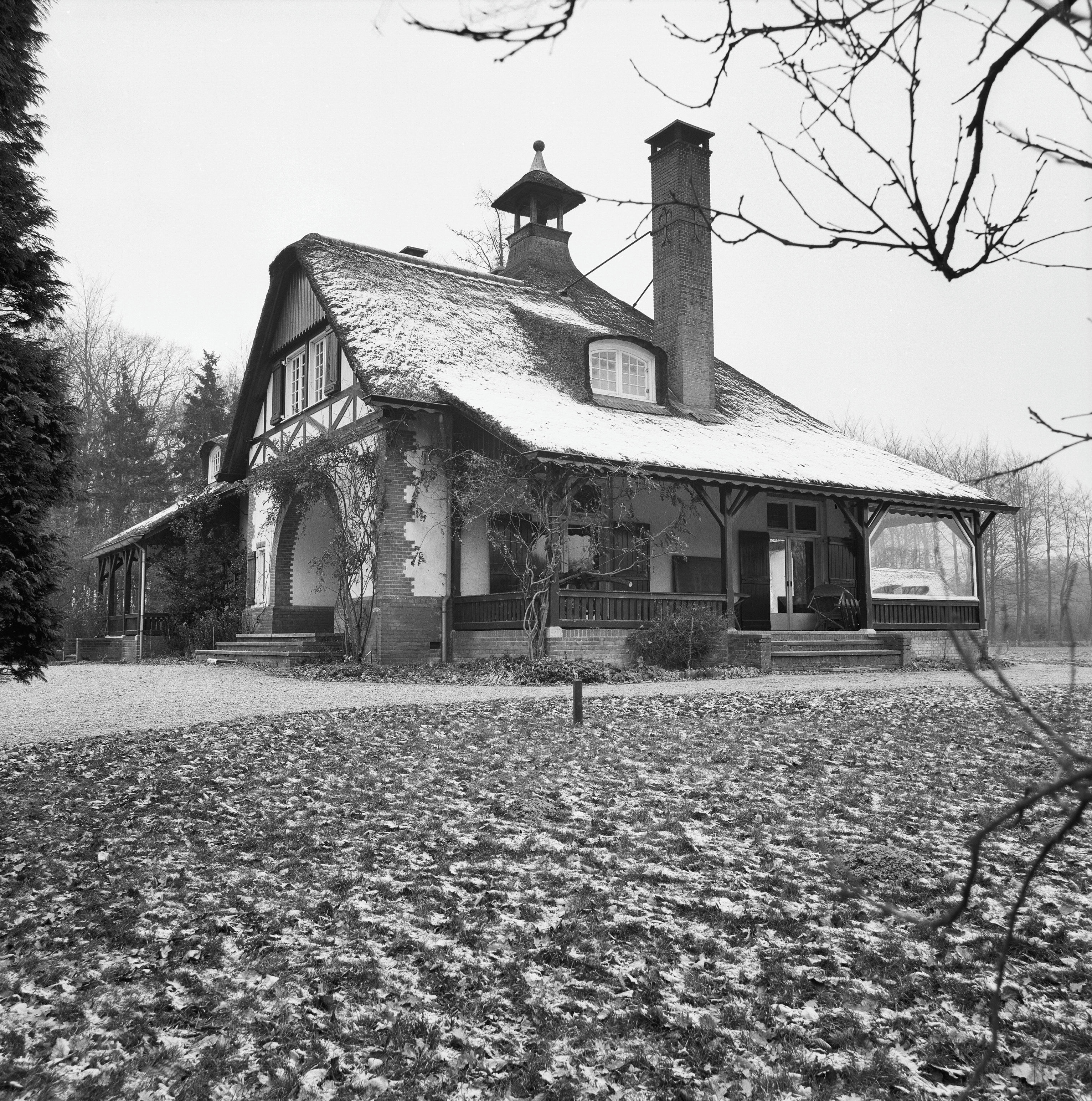
De (Nieuwe) Borg, rijksmonument

Borgbeuningen of De Borg is een havezate gelegen in de buurtschap Beuningen in de Nederlandse gemeente Losser. Het huis ligt pal ten zuiden van de Dinkel, ten westen van de weg Oldenzaal-Denekamp.
Vroeger was Borgbeuningen een van de vier havezaten van het richterambt Oldenzaal. Het wordt voor het eerst vermeld in het Calendarium van het Kapittel van Oldenzaal naar aanleiding van het overlijden van Geertruid van Dedem die 9 schepel gerst ex domo dicta Borch in Bonynge had geschonken. Later werd dit afgekocht door Herman van Twickelo. De schenking moet in het begin van de 15e eeuw hebben plaatsgevonden.

## De Van Twickelo's
Herman van Twickelo was in 1510 eigenaar van de Borg geworden. Hij was een zoon van Johan II van Twickelo en Adriana van Rutenborg. Hij werd opgevolgd door zijn zoon Johan die in 1569 overleed. Vervolgens kwam Borgbeuningen in handen van diens zoon Herman van Twickelo die in de Tachtigjarige Oorlog de zijde van de Filips II koos. Deze tak van de familie Van Twickelo bleef dan ook katholiek en mocht daarom na 1622 geen zitting meer nemen in de ridderschap. Hermans oudste zoon Johan die hem opvolgde als eigenaar van Borgbeuningen werd zelfs van landverraad beschuldigd en moest uitwijken naar Münster. Zijn Twentse goederen werden verbeurd verklaard. Johans broer Adriaan van Twickelo, kanunnik te Oldenzaal, mocht de goederen in 1639 terugkopen, die later aan zijn neef Herman ten deel vielen. Herman en zijn vrouw Willemina Mulert vestigden zich echter op Huis Rorup in Munsterland. Borgbeuningen werd in 1677 gerichtelijk verkocht wegens de vele schulden. Aankoper werd Eustachius Occo Broersema, drost van Megen.

## Latere eigenaren
De familie Broersema moest op haar beurt wegens schulden de havezate verkopen. De Borg werd in 1705 aangekocht door Johann Diderich von der Recke en zijn vrouw Agnes Anna Theodora van Wassenaer Obdam, dochter van Jacob II van Wassenaer Obdam. Na het overlijden van Von der Recke verkocht zijn weduwe het huis in 1708 aan Timon Sloet (1667-1743) en zijn vrouw Louisa Christina van Laer. Na Timons overlijden droeg zij de goederen over aan Christiaan Albrecht van Rechteren tot Collendoorn (-1747), een belangrijke schuldeiser. Na Van Rechterens overlijden werd zijn jongere broer Johan Lodewijk (-1762) eigenaar. Het huis zelf werd nog steeds door de weduwe Sloet bewoond; zij overleed in 1769. Vervolgens werd Johan Lodewijks zoon Christiaan Albrecht van Rechteren (-1801) eigenaar. Ook verkreeg hij uit de ouderlijke boedel de havezaten Oldenhof en Wolfshagen.

## Negentiende en twintigste eeuw
Van Rechterens nazaten verkochten de havezate in 1822 aan Albertus Sandberg en Johannes Palthe (-1854). Sandberg was lid van de Tweede Kamer en werd in 1842 in de Nederlandse adelstand verheven. Johannes Palthe was predikant en trouwde met Carolina Bernardina Racer, dochter van de rechtsgeleerde Jan Willem Racer. In 1813 had Palthe reeds het nabijgelegen Everlo aangekocht. Na het overlijden van Palthe kreeg diens zoon Arnold Albert Willem van Wulfften Palthe sr. de onverdeelde helft van Borgbeuningen, waarvan de andere helft in bezit was van de schoonzoon van Sandberg: Henri Wttewaall van Stoetwegen, burgemeester te Kampen. Kort daarop verwierf Van Wulfften Palthe ook die helft. Hij overleed in 1900.
De oudste zoon Johannes erfde een deel van het landgoed Borgbeuningen en liet daarop een villa bouwen, De Borg, naar ontwerp van Karel Muller. De tweede zoon Dirk Willem kreeg het deel waarop de oude havezate stond. Hij bracht het in 1929 onder in de N.V. Exploitatie-maatschappij Landgoed Borg-Beuningen die in 1953 werd overgenomen door de Edwina van Heekstichting. Het huis zelf werd in 1964 aangekocht en in 1972 aan een particulier verkocht die het in de jaren 1972-1977 liet restaureren. Het brandde in 1985 af waarna het werd herbouwd.

## Sterrenbos
Op Borgbeuningen is een belangrijk element uit de achttiende-eeuwse tuinaanleg bewaard gebleven in de vorm van een sterrenbos met daarin twee vijvers, gelegen in een lus van de Dinkel.